# YotaPhone 2
YotaPhone 2 è il secondo dispositivo sviluppato e prodotto dall'azienda russa Yota.

## descrizione
Come la versione precedente, presenta due schermi: un classico AMOLED da 5 in e sul retro uno schermo a inchiostro elettronico da 4,7 in.
Lo YotaPhone 2 è in vendita in Italia da venerdì 4 dicembre 2014.
Il sistema operativo venne aggiornato fino al 2017 con Android 6.0.1